# Slavec (neretljanski vladar)
Slavec (hrvaško: Slavac), neretljanski knez in domnevno hrvaški kralj, * ?, † ?. Vladal naj bi okrog 1074- 1075.
Slavec je nejasna zgodovinska osebnost in je bil brat neretljanskega kneza Rusina (vladal 1078-1089) in morda stric kralja Petra, po smrti hrvaškega kralja Petra Krešimirja pa naj bi za kratek čas nasledil hrvaški prestol Po tej razlagi naj bi Slavčevi vladavini nasprotovala dalmatinska mesta, hrvaški Biograd, pa tudi ban Dimitrij Zvonimir in večina hrvaškega plemstva. Dimitrij Zvonimir naj bi na pomoč poklical papeža, ki je v boj poslal Normane in ti naj bi kralja Slavca že leta 1075 zajeli.  Po novejših zgodovinarjih naj bi promadžarski Zvonimir nasledil bodisi kralja Petra Krešimirja, bodisi po imenu neznanega vladarja iz vrst »narodne« stranke. Po Nadi Klaić ne more biti nobenega dvoma, da so Normani leta 1075 zajeli kralja Petra Krešimirja in ne Slavca. Sam Slavec se v kasnejših virih imenuje »kralj«, v resnici pa naj bi bil le vladar v neretljanski oblasti. Stari viri ga namreč imenujejo tudi »pomorjanski knez« (dux Marianorum) in je vladal področju okrog mesta Omiš. Viri tudi pričujejo, da je tedanji hrvaški ban Peter posredoval med Slavcem in nekim dostojanstvenikom Ljubomirjem.